# Joe Black (baseballista)
Joseph Black (ur. 8 lutego 1924, zm. 17 maja 2002) – amerykański baseballista, który występował na pozycji miotacza przez sześć sezonów w Major League Baseball.
Black zawodową karierę rozpoczął w 1943 roku w zespole Baltimore Elite Giants z Negro League. W 1951 jako wolny agent podpisał kontrakt z Brooklyn Dodgers, w którym zadebiutował 1 maja 1952. W sezonie 1952 grając jako reliever, zaliczył bilans W-L 15–4 i 15 save'ów (2. wynik w lidze), został wybrany najlepszym debiutantem, a w głosowaniu do nagrody MVP National League zajął 3. miejsce. W tym samym sezonie zagrał w trzech meczach World Series, w których Dodgers przegrali z New York Yankees w serii best-of-seven 3–4.
W czerwcu 1955 w ramach wymiany zawodników przeszedł do Cincinnati Redlegs, zaś w maju 1957 do Philadelphia Phillies. Grał jeszcze w Washington Senators, w którym zakończył karierę.